# Reagan Dale Neis
Reagan Dale Neis (nascida em 24 de setembro de 1976 em Portage La Prairie, Manitoba) é uma atriz canadense. Fez seriados de muito sucesso como Malcolm in the Middle, A Minute With Stan Hooper e Maybe It's Me (Os Pesadelos de Molly) no papel da protagonista Molly Stage. 